# Fredrik Eklund
Fredrik Junior Eklund, född 26 april 1977 i Kista församling, Stockholms län, och uppvuxen i stadsdelen Akalla, är en svensk fastighetsmäklare, reality-TV-profil och tidigare pornografisk skådespelare. Han blev internationellt känd genom realityserien Million Dollar Listing New York där han framträtt i flera säsonger. Han är verksam i New York City och bosatt i USA.

## Familj och bakgrund
Eklund är son till ekonomen Klas Eklund och bror till författaren Sigge Eklund. Hans farföräldrar var skådespelarna Bengt Eklund och Fylgia Zadig. Han är gift med konstnären Derek Kaplan och paret har två barn genom surrogatmödraskap.

## Utbildning
Under gymnasietiden var Eklund utbytesstudent i Edina, Minnesota, USA. Därefter studerade han ekonomi vid Handelshögskolan i Stockholm.

## Karriär

### IT och entreprenörskap
Eklund arbetade en tid på Finanstidningen som IT-ansvarig. År 1999 grundade han IT-bolaget Humany, där bland andra Carl Bildt, Ulf Dahlsten och fadern Klas Eklund satt i styrelsen. Han var vd för företaget, som hade 45 anställda.

### Pornografi
År 2002 flyttade Eklund till New York City och spelade under pseudonymen Tag Eriksson i ett antal pornografiska filmer. År 2003 hade han huvudrollen i komedin The Hole, en parodi på The Ring. För sin roll belönades han med en GayVN Award, ett amerikanskt pris för gaypornografiska filmer, i kategorin ”Best Solo Scene”.
År 2005 gav han ut den självbiografiska boken Bananflugornas herre, där han beskriver sina erfarenheter från pornobranschen.

### Fastighetsmäklare
Efter flytten till New York började Eklund arbeta som fastighetsmäklare. Han anställdes av bolaget J.C. DeNiro, som ägdes av skådespelaren Robert De Niros farbror. Första året sålde han fastigheter till ett värde av 50 miljoner dollar och nominerades till ”årets nykomling”.
Han blev senare verksamhetschef på Core Group Marketing och därefter på Prudential Douglas Elliman, USA:s största fastighetsmäklarföretag på östkusten. Han har bland annat sålt bostäder till Cameron Diaz (2008), John Legend (2009) och Daniel Craig (2010).
År 2009 grundade han företaget Eklund Stockholm New York AB, som arbetar med förmedling av bostadsrätter, fastigheter och tomträtter. Företaget har kontor i Stockholm.

### Reality-TV
År 2010 presenterades Eklund på omslaget till The Sunday Style Section i The New York Times, där det tillkännagavs att han skulle medverka i realityserien Million Dollar Listing New York på NBC-ägda Bravo. Han har sedan dess medverkat i samtliga säsonger.

## Film och TV
- Million Dollar Listing New York
- Svenska miljonärer
- Toppmäklarna (Kanal 5)